# Hroznětín (stacja kolejowa)
Hroznětín – stacja kolejowa w miejscowości Hroznětín, w kraju karlowarskim, w Czechach. Znajduje się na wysokości 455 m n.p.m.
Jest zarządzana przez Správę železnic. Na stacji nie ma możliwości zakupu biletów, a obsługa podróżnych odbywa się w pociągu.

## Linie kolejowe
- 141 Karlovy Vary dolní nádraží - Merklín